# سوسن زنجبیلی سپید
سوسن زنجبیلی سفید، هدیکیوم کوروناریوم  (نام علمی:  Hedychium coronarium)، (به انگلیسی: White ginger lily) نام یکی از گونه‌های تیرهٔ زنجبیلیان است.
سوسن زنجبیلی سفید گل ملی کشور کوبا است و "Mariposa blanca" نامیده می‌شود.